# 무이카정
무이카정(六日町)은 니가타현에 있는 미즈 가도의 역참 마을의 정이다. 또, 동 지구를 포함한 자치체로서 미나미우오누마 군에 존재했던 마을의 명칭이었다
2004년 11월 1일에 같은 미나미우오누마 군의 야마토 정과 합병해 미나미우오누마 시가 되었다.

## 역사
- 1889년 4월 1일 - 정촌제 시행과 함께 미나미우오누마군 무이카마치촌(六日町村)이 성립하였다.
- 1900년 7월 13일 - 정으로 승격해 무이카정이 되었다.
- 1956년 9월 1일 - 무이카정, 이카사와촌, 조나이촌, 오마키촌이 합병해 무이카정이 신설되였다.
- 2004년 11월 1일 -미나미우오누마군 야마토정과 합병해 미나미우오누마시가 되었다.

## 행정
- 이구치 이치로 (井口一郎)

## 교통

### 도로
- 간에쓰 자동차도
- 국도 제17호선
- 국도 제253호선
- 국도 제291호선